# Plaggenput
Een plaggenput is een type waterput dat vanaf 1250 tot de late Middeleeuwen in zwang was. Hierbij werd een houten wagenwiel, waarvan de spaken waren verwijderd, ingegraven. Op de omtrek van het wiel werden plaggen gestapeld die als binnenbekleding dienstdeden. Een voordeel van deze methode was dat men een grotere diepte kon bereiken dan met een boomstamput of een tonput, terwijl men ook minder beperkingen had ten aanzien van de diameter van de put.
Door pollenanalyse kan men de herkomst van de plaggen bepalen. Veelal betrof het heideplaggen.